# Acropteris inquinata
Acropteris inquinata es una especie de polilla del género Acropteris, familia Uraniidae.

## Taxonomía
Fue descrita científicamente por Warren.